# Rigoletto (salle de cinéma)

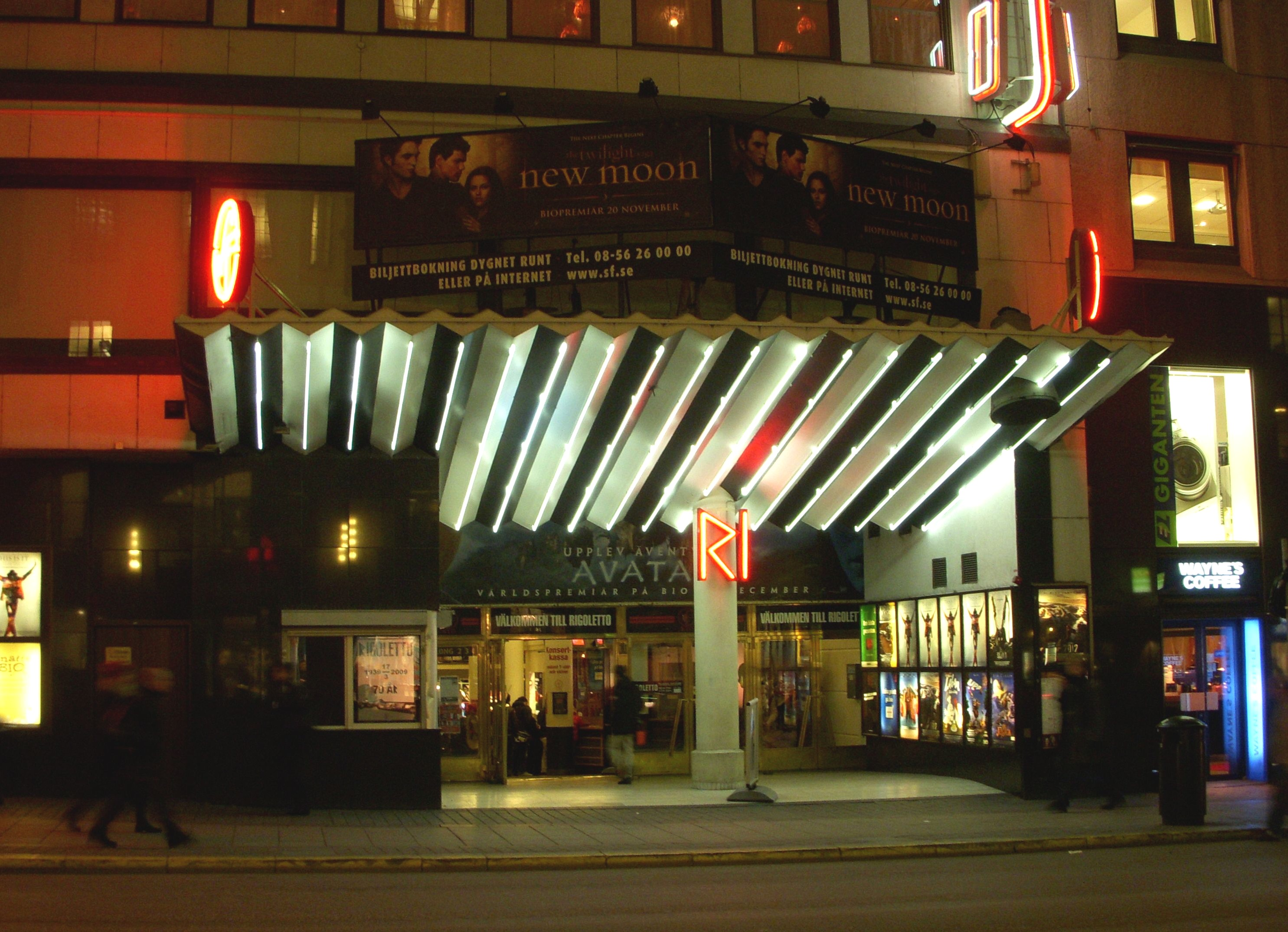
Entrée du Rigoletto (2009).

Le Rigoletto est une salle de cinéma de la chaîne SF Bio située dans le Kungshuset, au numéro 16 de la voie publique Kungsgatan, dans la ville de Stockholm, en Suède.

## Historique
Douzième cinéma de la chaîne de salles suédoise Ri-Teatrarna, d'une capacité de 1201 sièges, il est inauguré le 17 mars 1939 avec la projection du film Den Stora Valsen.
Le 18 décembre 1953, lors de la projection du film La Tunique, il est le premier cinéma de Suède à projeter en technologie CinemaScope et en stéréo. Le cinéma se dote de projecteurs et d'un système audio pour format 70 mm, spécialement pour la première de Patton le 26 mars 1970.
Au début des années 1980, le cinéma augmente sa capacité et se dote de six salles de 2 000 sièges.

## Photographies du cinéma

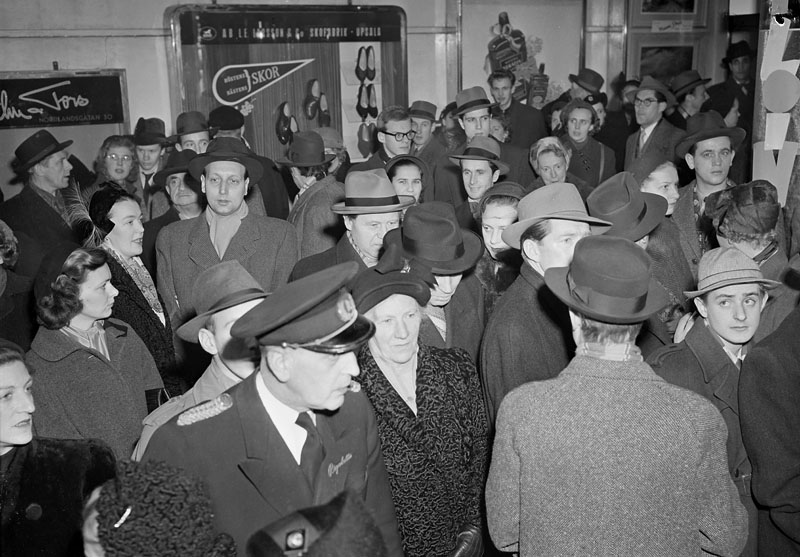
1952, première de Les Feux de la rampe de Charlie Chaplin
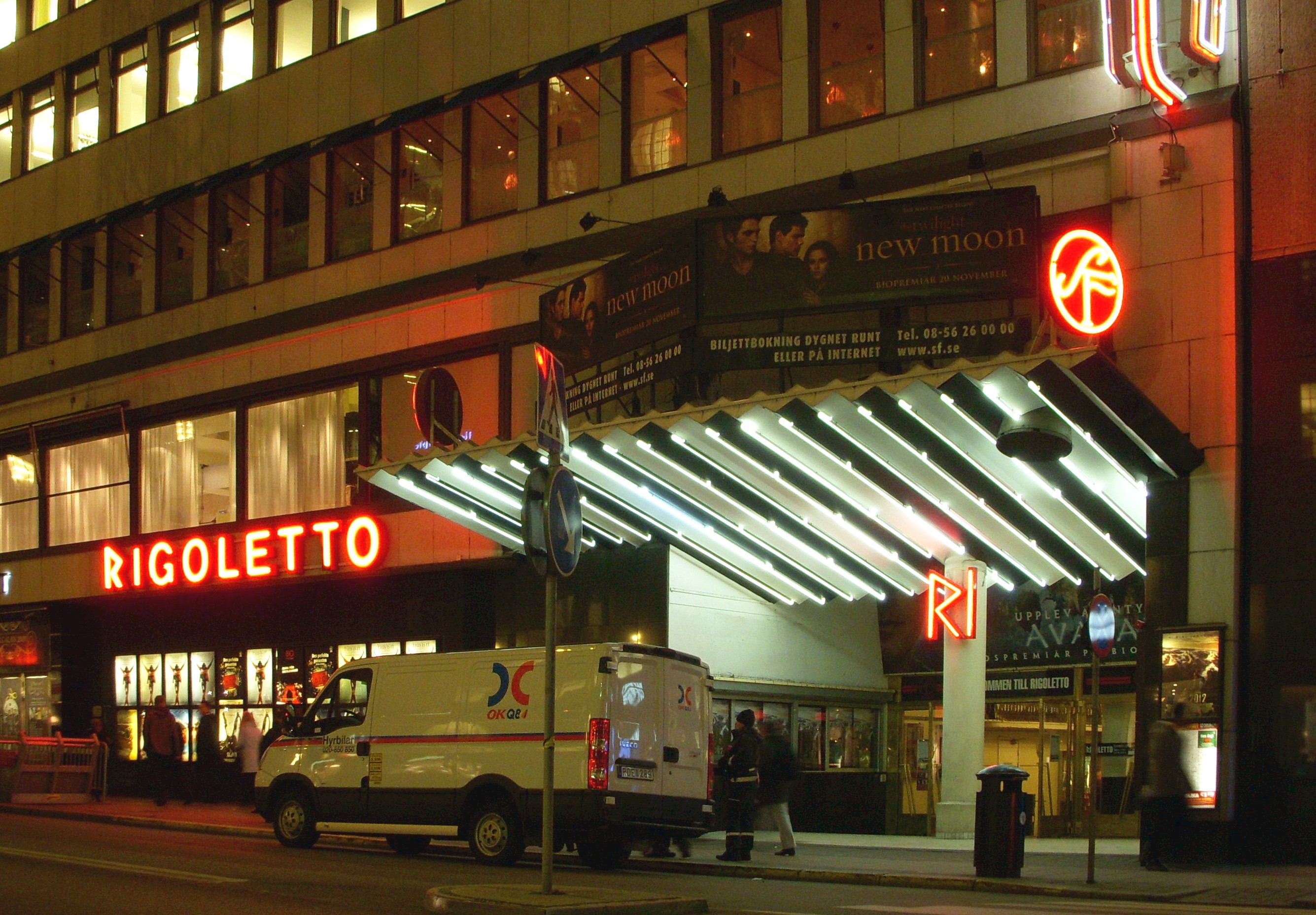
Devanture (2009)
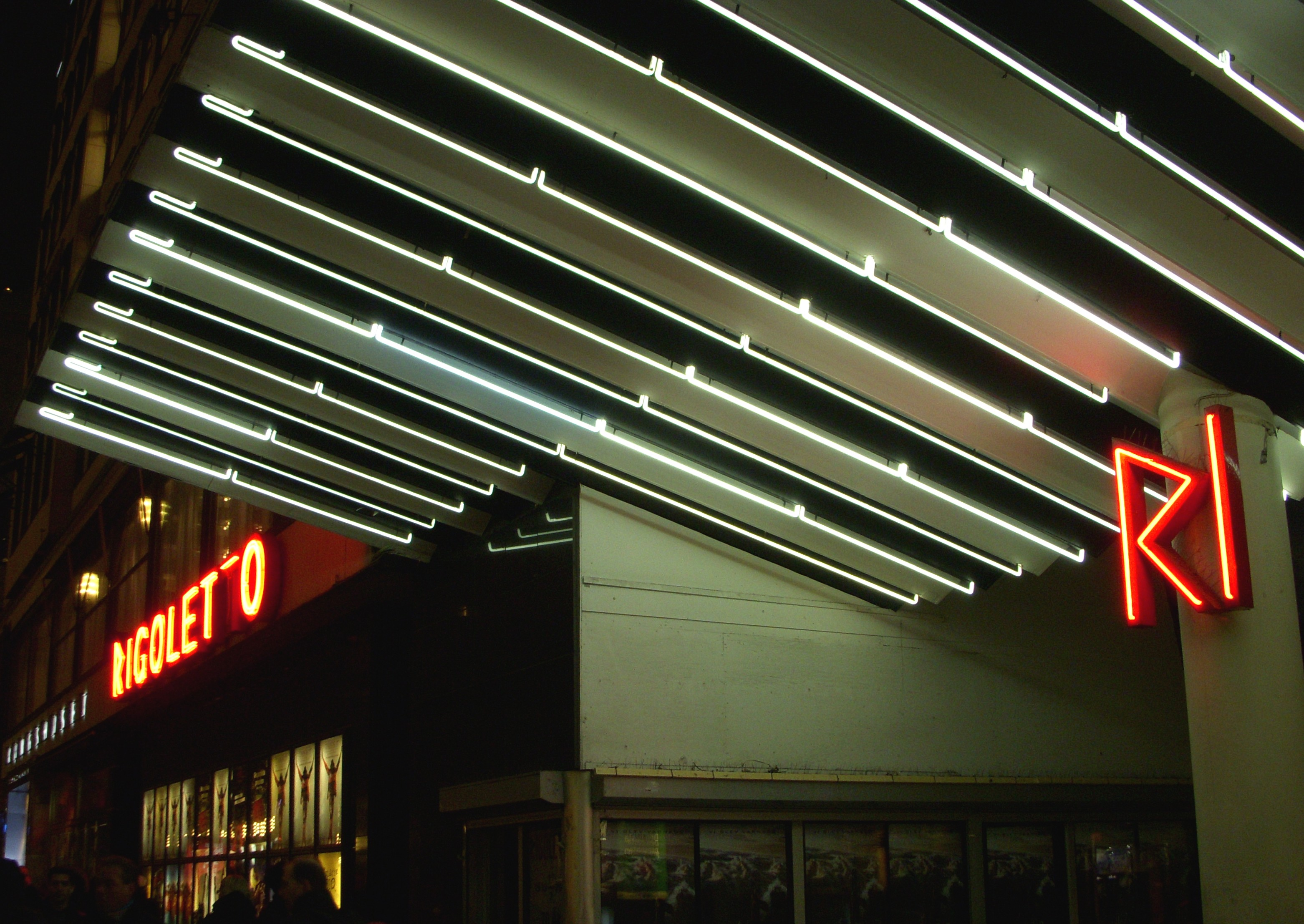
Devanture (2009)
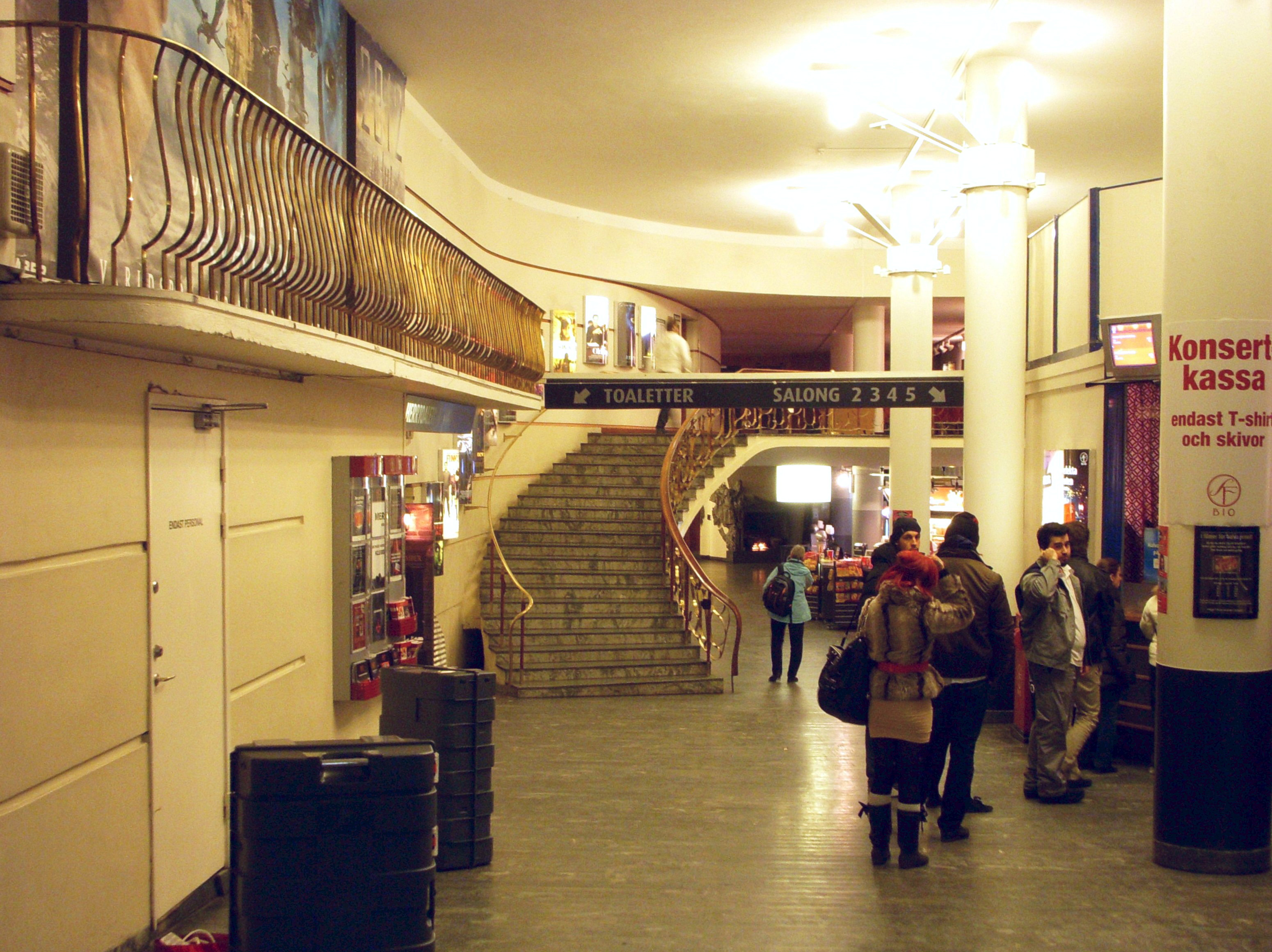
Intérieur (2009)